# Hermandad de La Borriquita (Puerto de Santa María)
La Hermandad de la Borriquita cuyo nombre oficial y completo es Hermandad de la Entrada de Nuestro Señor Jesucristo en Jerusalén y Nuestra Señora de la Entrega es una hermandad religiosa o cofradía con sede en la Parroquia del Carmen Y San Marcos, en la ciudad de El Puerto de Santa María (España). Realiza una procesión durante la Semana Santa de El Puerto de Santa María, en la tarde del Domingo de Ramos.

## Historia
Fue fundada en el año 1974 en el colegio de San Luis Gonzaga, siendo su primer hermano mayor Alejandro Güelfo Álvarez. En años posteriores se traslada a su actual sede canónica, la Parroquia del Carmen y San Marcos. En 1978 se realizan los primeros estatutos que serían reformados seis años después. Una gestora se hace cargo de la cofradía en 1982, dicho año no puda realizar el recorrido procesional por diversas circunstancias. En 1984 salen por primera vez los dos titulares de la cofradía, ya que se incorporó al cortejo el paso con la imagen de Nuestra Señora de la Entrega. La hermandad decide en el año 1990 cambiar la salida de la mañana a la tarde del Domingo de Ramos. Al año siguiente el paso de Nuestro Señor Jesucristo deja de procesionar sobre rueda y lo realiza sobre costaleros. Un hecho histórico se produce en el 92 con la incorporación de un palio de malla en hilo bordado para el paso de Nuestra Señora de la Entrega. En el año 1993 la hermandad sometió al paso de cristo a una serie de remodelaciones y mejoras realizada por los propios hermanos, como nuevos respiraderos e incorporación de una palmera. En 1995 se acometen las obras de ampliación de la puerta de la Parroquia del Carmen y San Marcos para poder efectuar la salida de sus pasos desde el interior del templo y no desde el patio como realizaba anteriormente. En el 2000 se amplían las andas del señor para la incorporación futura de imágenes secundarias para el misterio y se estrenas 4 candelabros de madera de caoba tallada. Durante el año 2008 la hermandad efectuó una serie de actos conmemorando el XXV aniversario de las salidas procesionales de la titular mariana. El jueves 12 de enero de 2012 la hermandad vota por unanimidad tres proyectos: La restauración de la imagen de Ntra. Sra. de la Entrega, la realización de un nuevo paso de misterio y la recuperación del proyecto del palio.

## Escudo
El escudo será de forma circular y en su interior lleva dos palmas cruzadas, coronadas por el símbolo mariano, encabezado por una corona de estrella, que representa las doce tribus de Israel, alrededor del anagrama lleva el título de la hermandad.

## Imágenes
- Entrada de Nuestro Señor Jesucristo en Jerusalén: La imagen de Cristo Rey, de vestir, aparece sobre una burra, con mirada frontal, plasma el momento de su entrada triunfal en la ciudad de Jerusalén. Es de autor desconocido siendo originariamente un Santo Domingo de Guzmán que se hallaba en el antiguo convento de los Dominicos de la ciudad, siendo adaptada por Eduardo Ruíz-Golluri, mientras que la burra fue tallada por Ángel Pantoja y Álvaro Rendón. Completan el misterio que acompañan al Señor: una Pollinica(2003), un niño hebreo (2004), una anciana arrodillada(2012), mujer erguida con un niño sobre sus brazos(2012), un hombre erguido(2013) y otro varón hebreo(2014). Todas tallas de vestir y realizadas por imaginero portuense Ángel Pantoja.[5]
- Nuestra Señora de la Entrega: La imagen de la Virgen bajo la advocación de Nuestra Señora de la Entrega es una talla originaria de Santa Rosa de Lima que se encontraba en el convento de las RR.MM. Concepcionistas.

## Cortejo procesional[6]

### Pasos procesionales

#### Primer Paso
Representa a Jesús de Nazaret montado sobre una burra y su pollino entrando entre la multitud en la ciudad de Jerusalén.
- Paso de Misterio: En fase de ejecución desde el año 2012 de estilo churrigera. Carpintería por Enrique González. Talla por Manuel Oliva.[7]

- Medidas parihuela: 240 cm de ancho x 510 cm de largo. Calza 45 costaleros.

- Acompañamiento musical: Agrupación Musical San Juan de Jerez de la Frontera (desde 1993).

#### Segundo Paso
Ntra. Señora de la Entrega bajo palio.
- Paso de Palio: Techo de palio (2014) y bambalinas (2016-...) en terciopelo Blanco y malla bordado por el artista jerezano Fernando Calderón.[8] Manto de tela brocada blanca. Faldones en tela de damasco blanca.

- Medidas de la parihuela: 225 cm de ancho x 355 cm de largo. Calza 30 costaleros.

- Acompañamiento musical: Agrupación Cultural Musical San José Artesano de San Fernando (desde 2011).

### Hábito nazareno

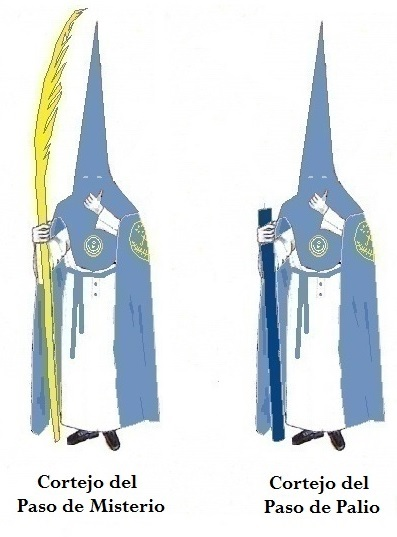
Hábito Nazareno Borriquita

Los nazarenos visten túnica blanca en tela de sarga, en tejido raso color celeste antifaz, capa, botonadura y cíngulo. Sobre el hombro izquierdo de la capa escudo de la Hermandad. Aparte de los nazarenos, en el cortejo procesionan niñas vestidas de hebreas portando palmas, al igual que algunos nazarenos.

### Lugares de interés en el recorrido
Cabe destacar el paso por las siete esquinas, Barriada la Playa y recogida.

## Marchas dedicadas

### Agrupación Musical
- Palmas en San Marcos (1997) de Emilio Ruiz Rodríguez.

- Al Moreno de San Marcos (2008) de Gabriel Vicenti.[9]

- Moreno de nuestra fe (2012) de Emilio Ruíz Rodríguez

### Banda de Música
- Sursum Coda (2012) de Antonio Trigo.
- Emunah (2013) de Antonio Trigo.[10]
- Virgen de la Entrega (2014) de Antonio Trigo.
- Bendita Entrega (2015) de Javier Alonso Barba.